# Memories...Do Not Open
Memories…Do Not Open — дебютный студийный альбом американского EDM-поп дуэта The Chainsmokers, выпущенный 7 апреля 2017 года лейблами Disruptor Records и Columbia Records. Альбом дебютировал с первой строчки американского чарта Billboard 200 с продажами в 221 000 копий.

## История и релиз
Впервые альбом был упомянут Крисом Мартином, фронтменом группы Coldplay, заставив The Chainsmokers подтвердить это. Это произошло во время интервью на красной ковровой дорожке премии «Грэмми», где они подтвердили название альбома, дату выхода, а также сообщили о туре в поддержку альбома, получившего одноимённое с ним название.
Таггарт сказал: «Мы готовы. У нас есть законченный альбом, это будет потрясающе. Он выйдет 7 апреля, должен ли я был это говорить?», прежде чем Полл ответил: «Нет, но всё в порядке».
Релиз альбома состоялся 7 апреля 2017 года.

## Критика
| Совокупная оценка    | Совокупная оценка |
| Источник             | Оценка |
| -------------------- | --- |
| Metacritic           | 4,3 из 10 звёзд · 4,3 из 10 звёзд · 4,3 из 10 звёзд · 4,3 из 10 звёзд · 4,3 из 10 звёзд · 4,3 из 10 звёзд · 4,3 из 10 звёзд · 4,3 из 10 звёзд · 4,3 из 10 звёзд · 4,3 из 10 звёзд |
| Оценки критиков      | |
| Источник             | Оценка |
| AllMusic             | 2 из 5 звёзд · 2 из 5 звёзд · 2 из 5 звёзд · 2 из 5 звёзд · 2 из 5 звёзд |
| Entertainment Weekly | C+ |
| The Observer         | 2 из 5 звёзд · 2 из 5 звёзд · 2 из 5 звёзд · 2 из 5 звёзд · 2 из 5 звёзд |
| Pitchfork            | 4,2 из 10 звёзд · 4,2 из 10 звёзд · 4,2 из 10 звёзд · 4,2 из 10 звёзд · 4,2 из 10 звёзд · 4,2 из 10 звёзд · 4,2 из 10 звёзд · 4,2 из 10 звёзд · 4,2 из 10 звёзд · 4,2 из 10 звёзд |
| Rolling Stone        | 2 из 5 звёзд · 2 из 5 звёзд · 2 из 5 звёзд · 2 из 5 звёзд · 2 из 5 звёзд |
| Slant Magazine       | 2,5 из 5 звёзд · 2,5 из 5 звёзд · 2,5 из 5 звёзд · 2,5 из 5 звёзд · 2,5 из 5 звёзд                                                                                                |
| The New York Times   | неблагоприятный |
| Spin                 | неблагоприятный |
| USA Today            | неблагоприятный |

На Metacritic альбом получил средний балл 43/100, на основе 8 отзывов, указывая «смешанные или средние отзывы».
Дамен Моррис из The Guardian отметил музыку группы как «мгновенно запоминающуюся, но в то же время полностью забывающуюся», сравнивая альбом с президентом США Дональдом Трампом: «Мелкий, всегда предаёт свое влияние, со словарём третьего класса и амбицией, которая не бежит дальше ближайшего кошелька».
Барри Уолтерс из Entertainment Weekly отметил коммерческий успех дуэта, описывая стиль как «сглаженное, средне-темповое, почти простое прослушивание формулы», но выразил мнение, что альбом звучит «как будто вы играете радио вместо одного полноценного альбома». Он посчитал, что «Break Up Every Night» единственной танцевальной песней, в то время как «другие треки — в основном баллады с модернизированными ударами Моби без самоанализа или евангельских образцов».
Сал Синкмани из Slant Magazine раскритиковал личность и вокальные способности Таггарда, сказав: «Оборотная сторона к дикому успеху этого подхода состоит в том, что Таггарт и Полл вынуждены раскрыть свои творческие голоса перед всем миром и, к сожалению, их звучание твёрдо остановилось и не хочет двигаться дальше».
Мейв МакДермотт из USA Today выразился: «это худший альбом 2017 года?», назвав вокал Таггарта «уморительно плохим».
Филип Шерберн из Pitchfork утверждал, что «дебютный альбом от знаменитого дуэта — мрачное отступление от своих EDM-дней в безжизненной, болеутоляющей поп-записи, которая утопает, в основном, в чувстве сожаления и самовлюбленности».
Сравнивая альбом и сингл 2014 года «#SELFIE», Шербёрн написал: «Ничто из этого не звучит, как „#SELFIE“, но взгляд на мир у этого альбома едва ли больше узкой точки зрения этой песни».

## Коммерческий успех
Memories…Do Not Open дебютировал с первой строчки чарта Billboard 200 с продажами 221 000 копий, из которых 166 000 — чистые продажи альбома.
По состоянию на июль 2017 года, продажи альбома составляют 760 000 копий в США.

## Синглы
Всего альбом содержит в себе четыре сингла:
- «Paris» — лид-сингл, выпущенный 13 января 2017 года. Сингл достиг шестой строчки в Billboard Hot 100, также получив несколько сертификаций.
- «Something Just Like This» — второй сингл, в сотрудничестве с британской альтернативной рок-группой Coldplay, был выпущен 22 февраля 2017 года вместе с предварительным заказом альбома. Сингл достиг третьей строчки в чарте Billboard Hot 100. В течение недели 18 марта 2017 года «Something Just Like This», «Paris» и «Closer» одновременно попали в топ-10 Billboard Hot 100. The Chainsmokers стали третьей группой в истории, три песни которой были топ-10 одновременно.
- «Honest» — третий сингл, выпущенный 11 июля 2017 года. Сингл достиг 77 строчки Billboard Hot 100.
- «The One» — промосингл, выпущенный 27 марта 2017 года. Он достиг 78 строчки чарта Billboard Hot 100.

## Список песен

### Стандартная версия[1]
| №                   | Название                                          | Автор(ы)                                                                    | Продюсеры                                 | Длительность |
| ------------------- | ------------------------------------------------- | --------------------------------------------------------------------------- | ----------------------------------------- | ------------ |
| 1.                  | «The One»                                         | Andrew Taggart Scott Harris Emily Warren                                    | The Chainsmokers DJ Swivel                | 2:57         |
| 2.                  | «Break Up Every Night»                            | Taggart Michael Kamerman Beau Kuther Ryan McMahon Ryan Rabin Sean Scanlon   | The Chainsmokers Captain Cuts DJ Swivel   | 3:27         |
| 3.                  | «Bloodstream»                                     | Taggart Matthew Holmes Philip Leigh Kane Parfitt Philip Plested Phoebe Ryan | The Chainsmokers KIN Mac & Phil DJ Swivel | 3:44         |
| 4.                  | «Don't Say» (featuring Emily Warren)              | Taggart Warren Imad Royal Joni Fatora Brenton Duvall                        | The Chainsmokers DJ Swivel                | 3:48         |
| 5.                  | «Something Just Like This» (with Coldplay)        | Taggart Крис Мартин Джонни Баклэнд Гай Берримен Уилл Чемпион                | The Chainsmokers DJ Swivel [ 12 ]         | 4:07         |
| 6.                  | «My Type» (featuring Emily Warren)                | Taggart Warren Britt Burton                                                 | The Chainsmokers DJ Swivel                | 3:37         |
| 7.                  | «It Won't Kill Ya» (featuring Louane)             | Taggart Sam Martin A.S. Govere                                              | The Chainsmokers DJ Swivel                | 3:37         |
| 8.                  | «Paris»                                           | Taggart Kristoffer Eriksson Fredrik Häggstam                                | The Chainsmokers DJ Swivel                | 3:41         |
| 9.                  | «Honest»                                          | Taggart Audra Mae Sean Maxwell Douglas                                      | The Chainsmokers DJ Swivel                | 3:28         |
| 10.                 | «Wake Up Alone» (featuring Jhené Aiko)            | Taggart Harris Warren                                                       | The Chainsmokers DJ Swivel                | 3:35         |
| 11.                 | «Young»                                           | Taggart Taylor Bird Peter Hanna Sean Jacobs Jordan Young [ 13 ]             | The Chainsmokers DJ Swivel                | 3:44         |
| 12.                 | «Last Day Alive» (featuring Florida Georgia Line) | Taggart Дэн Рейнолдс Ido Zmishlany                                          | The Chainsmokers DJ Swivel Joey Moi       | 3:34         |
| Общая длительность: | Общая длительность:                               | Общая длительность:                                                         | Общая длительность:                       | 43:19        |

### Бонусные треки в Японской версии[14]
| №                   | Название                             | Автор(ы)                                                                    | Продюсеры           | Длительность |
| ------------------- | ------------------------------------ | --------------------------------------------------------------------------- | ------------------- | ------------ |
| 13.                 | «Closer» (featuring Холзи)           | Taggart Ashley Frangipane Shaun Frank Frederic Kennett Isaac Slade Joe King | The Chainsmokers    | 4:04         |
| 14.                 | «Don't Let Me Down» (featuring Daya) | Taggart Warren Harris                                                       | The Chainsmokers    | 3:28         |
| 15.                 | «Roses» (featuring Rozes)            | Taggart Elizabeth Mencel                                                    | The Chainsmokers    | 3:46         |
| Общая длительность: | Общая длительность:                  | Общая длительность:                                                         | Общая длительность: | 54:37        |

## Чарты
| Чарт (2017)                              | Пиковая позиция |
| ---------------------------------------- | --------------- |
| Австралия (ARIA)                         | 4               |
| Австрия (Ö3 Austria)                     | 9               |
| Бельгия/Фландрия (Ultratop)              | 2               |
| Бельгия/Валлония (Ultratop)              | 19              |
| Канада (Canadian Albums Chart)           | 1               |
| Чехия (ČNS IFPI)                         | 2               |
| Дания (Hitlisten)                        | 7               |
| Нидерланды (Album Top 100)               | 3               |
| Финляндия (Suomen virallinen lista)      | 3               |
| Франция (SNEP)                           | 25              |
| Германия (Offizielle Top 100)            | 11              |
| Венгрия (MAHASZ)                         | 27              |
| Ирландия (IRMA)                          | 3               |
| Италия (Classifica album)                | 8               |
| Япония (Oricon)                          | 6               |
| Japan Hot Albums (Billboard Japan)       | 3               |
| Новая Зеландия (RMNZ)                    | 4               |
| Норвегия (VG-lista)                      | 2               |
| Португалия (AFP)                         | 17              |
| Шотландия (Scottish Albums Chart)        | 5               |
| South Korean Albums International (Gaon) | 1               |
| Испания (PROMUSICAE)                     | 11              |
| Швеция (Sverigetopplistan)               | 3               |
| Швейцария (Schweizer Hitparade)          | 9               |
| Великобритания (UK Albums Chart)         | 3               |
| Великобритания (UK Dance Albums Chart)   | 1               |
| США (Billboard 200)                      | 1               |
| США (Billboard Dance/Electronic Albums)  | 1               |

## Сертификации
| Страна         | Сертификация | Продажи   |
| -------------- | ------------ | --------- |
| Великобритания | серебряный   | 60 000    |
| США            | платиновый   | 1 000 000 |